# Peter Krause (Politiker)

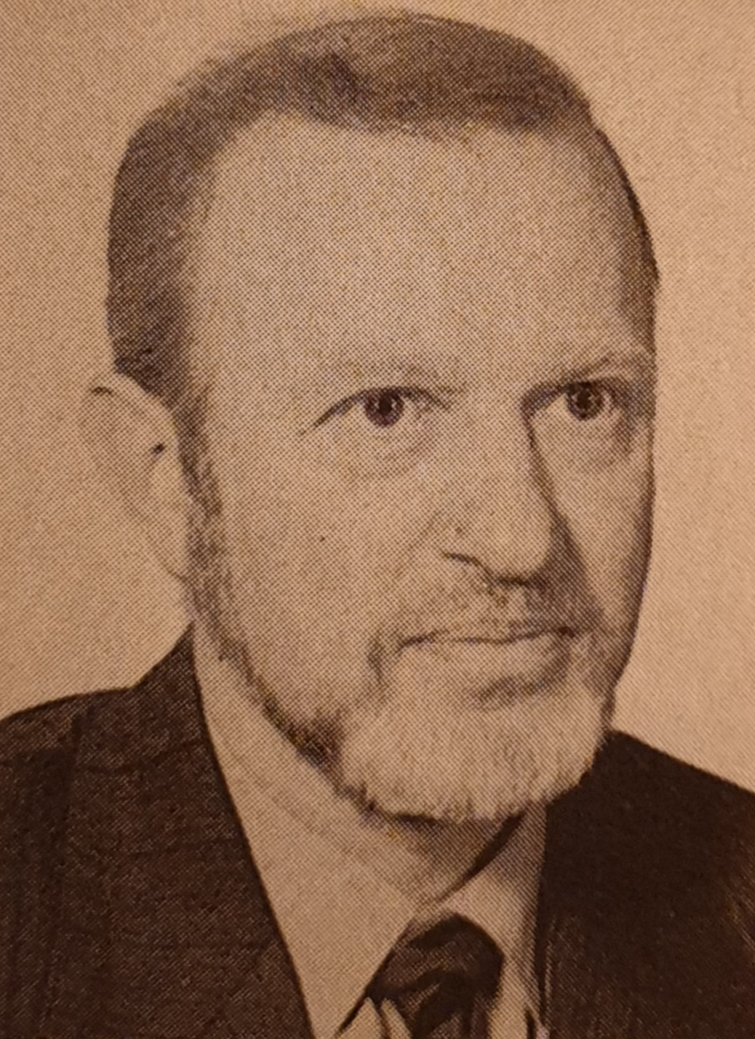
Peter Krause, MdA Berlin

Peter Krause (* 16. Januar 1943 in Klein-Varchow; † 7. Dezember 2019 in Berlin) war ein deutscher Politiker (Demokratischer Aufbruch, CDU).

## Biografie

### Ausbildung und Beruf
Peter Krause besuchte die Grundschule in Penzlin und absolvierte danach eine Ausbildung als Motorenschlosser. Die Gesellenprüfung erfolgte 1961 im Dieselmotorenwerk Rostock (DMR). 1967/1968 schloss er die Volkshochschule mit der Mittleren Reife in Rostock ab und besuchte 1968/70 und 1972/73 die Ingenieurhochschule für Seefahrt Warnemünde/Wustrow. 1973 wurde er Schiffsingenieur. 1975/77 besuchte er die Humboldt-Universität in Berlin, Sektion der Rechtswissenschaften, und wurde Ingenieur für Neurertätigkeit.
1961 bis 1974 fuhr er für die Deutsche Seereederei Rostock zur See und arbeitete 1970 bis 1974 dort als Schiffsingenieur. Von 1974 bis 1988 war er Ingenieur für Neurertätigkeiten in der Wohnungsbau-Gesellschaft Berlin (WBK) und Binnenreederei Hauptsitz Berlin. 1988 und 1989 wirkte er als Gruppenleiter Wissenschaft/Technik Ipro Halle in Berlin.
1990 war er hauptberuflicher Geschäftsführer des Landesverbandes Berlin des Demokratischen Aufbruchs. Von 1990 bis 2007 arbeitete er als Unterabteilungsleiter im Ministerium für wirtschaftliche Zusammenarbeit, Außenstelle Berlin.
Peter Krause war verheiratet und hatte drei Kinder.

### Politik
Während der Wende wurde er 1990 Mitglied im Demokratischen Aufbruch (DA). Im August 1990 wurde er Mitglied der CDU. Für die CDU war er 1990 bis 1995 über die Bezirksliste Friedrichshain Mitglied des Abgeordnetenhauses (MdA Liste der Mitglieder des Abgeordnetenhauses von Berlin (12. Wahlperiode)) und dort Mitglied im Hauptausschuss. Daneben war er Mitglied der Interessengemeinschaft der Deutschen Marine, Mitglied des Marine-Reservistenverbandes.